# Ken Mallen

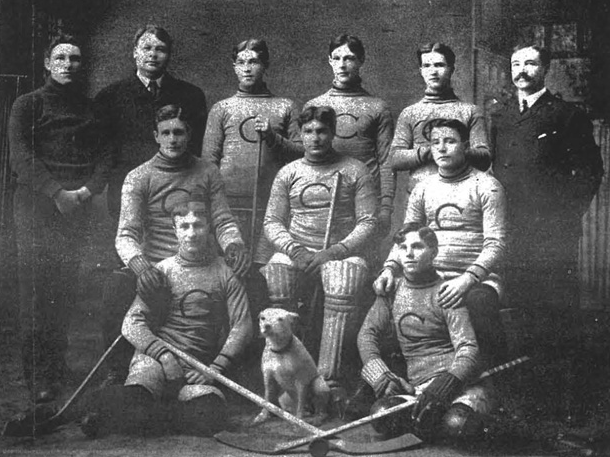
Ken Mallen, längst ner till höger, med Calumet-Laurium Miners säsongen 1904–05.

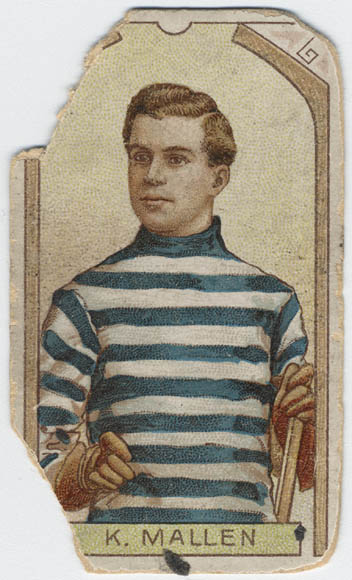
Ken Mallen med Quebec Bulldogs på Imperial Tobaccos hockeykort från ca. 1911–1912

William Kenneth Russell Mallen, född 4 oktober 1884 i Morrisburg, Ontario, död 23 april 1930 i Morrisburg, var en kanadensisk professionell ishockeyspelare.

## Karriär
Ken Mallen blev professionell med Calumet-Laurium Miners i IPHL 1904. Han gjorde 38 mål på 24 matcher för Miners säsongen 1904–05 och var en bidragande anledning till att laget vann ligan under dess första år av existens. 1905–1907 spelade även brodern Jim Mallen för Miners i IPHL.
I januari 1910 var Mallen en del av Ottawa Senators spelartrupp som besegrade utmanarlagen Galt Professionals och Edmonton Professionals om Stanley Cup i fyra raka matcher. Montreal Wanderers tog i mars samma år över trofén från Senators efter att ha besegrat utmanarlaget Berlin Dutchmen från Berlin, Ontario, med 7-3. Mallen flyttade sedan till Quebec City där han spelade för Quebec Bulldogs i NHA säsongen 1910–11.
Från 1912 till 1914 spelade Mallen för New Westminster Royals i PCHA där laget vann serien under dess första säsong 1912. Då Royals flyttade till Portland i nordvästra USA 1914 och blev Portland Rosebuds bytte laget bort Mallen till Vancouver Millionaires mot Wilfred "Smokey" Harris. Flytten skulle visa sig sportsligt lyckosam för Mallen då Vancouver Millionaires hade ett starkt lag och spelade hem Stanley Cup i mars 1915 efter tre raka segrar mot Ottawa Senators med siffrorna 6-2, 8-3 och 12-3. Därefter avrundade Mallen sin karriär i PCHA med varsin säsong i Victoria Aristocrats och Spokane Canaries.
Ken Mallens äldre bror Jim Mallen var även han professionell ishockeyspelare och bröderna spelade tillsammans för Calumet Miners säsongerna 1905–06 och 1906–07.

## Spelstil
Ken Mallen var känd som en av de allra snabbaste skridskoåkarna under sin era och var även skicklig med klubban och en duglig målgörare. PCHA-säsongen 1912–13 vann han bland annat en farttävling mot tre andra snabbskrinnande spelare i ligan i Ernie "Moose" Johnson, Si Griffis och Frederick "Cyclone" Taylor. Mallen spelade både som forward och som rover, en position mellan försvarsspelarna och anfallsspelarna.

## Statistik
FAHL = Federal Amateur Hockey League, ECAHA = Eastern Canada Amateur Hockey Association, WPHL = Western Pennsylvania Hockey League, CHA = Canadian Hockey Association
| 1904        | Cornwall Hockey Club     | FAHL        | 4  | 9  | 0  | 9  | 0   | – | – | – | – | – |
|             | Montreal Wanderers       | FAHL        | 2  | 1  | 0  | 2  | 0   | 1 | 1 | 0 | 1 | 0 |
| 1904–05     | Calumet Miners           | IPHL        | 24 | 38 | 0  | 38 | 8   | – | – | – | – | – |
| 1905–06     | Calumet Miners           | IPHL        | 5  | 4  | 0  | 4  | 7   | – | – | – | – | – |
| 1906–07     | Morrisburg Athletics     | FAHL        | 5  | 6  | 0  | 6  | 6   | – | – | – | – | – |
|             | Calumet Miners           | IPHL        | 11 | 13 | 2  | 15 | 12  | – | – | – | – | – |
| 1907–08     | Toronto Professionals    | OPHL        | 3  | 2  | 0  | 2  | 0   | – | – | – | – | – |
|             | Montreal AAA             | ECAHA       | 7  | 10 | 0  | 10 | 8   | – | – | – | – | – |
| 1908–09     | Pittsburgh Athletic Club | WPHL        | 10 | 12 | 0  | 12 | –   | – | – | – | – | – |
|             | Renfrew Creamery Kings   | FAHL        | 3  | 4  | 0  | 4  | 2   | – | – | – | – | – |
| 1909–10     | Ottawa Senators          | CHA         | 1  | 2  | 0  | 2  | 0   | – | – | – | – | – |
| 1910        | Ottawa Senators          | NHA         | 1  | 2  | 0  | 2  | 3   | — | – | – | — | – |
| 1910–11     | Quebec Bulldogs          | NHA         | 12 | 13 | 0  | 13 | 15  | – | – | – | – | – |
| 1912        | New Westminster Royals   | PCHA        | 13 | 14 | 0  | 14 | 30  | – | – | – | – | – |
| 1912–13     | New Westminster Royals   | PCHA        | 10 | 4  | 3  | 7  | 28  | – | – | – | – | – |
| 1913–14     | New Westminster Royals   | PCHA        | 16 | 20 | 6  | 26 | 46  | – | – | – | – | – |
| 1914–15     | Vancouver Millionaires   | PCHA        | 14 | 9  | 5  | 14 | 45  | – | – | – | – | – |
|             | Vancouver Millionaires   | Stanley Cup | –  | –  | –  | –  | –   | 2 | 0 | 0 | 0 | 0 |
| 1915–16     | Victoria Aristocrats     | PCHA        | 18 | 7  | 5  | 12 | 31  | – | – | – | – | – |
| 1916–17     | Spokane Canaries         | PCHA        | 23 | 10 | 3  | 13 | 24  | – | – | – | – | – |
| IPHL totalt | IPHL totalt              | IPHL totalt | 40 | 55 | 2  | 57 | 27  | – | – | – | – | – |
| PCHA totalt | PCHA totalt              | PCHA totalt | 94 | 64 | 22 | 86 | 204 | – | – | – | – | – |
| NHA totalt  | NHA totalt               | NHA totalt  | 13 | 15 | 0  | 15 | 18  | – | – | – | – | – |

Statistik från eliteprospects.com